# Міська історія
Міська історія це вивчення історії урбанізму. Це вивчає, чому і як міста розвивалися. Міська історія також вивчає соціальні, політичні, культурні та економічні аспекти міст. Більшість міських істориків зосереджуються на великих чи більш важливих містах. Значно менше уваги приділяється маленьким містам, селищам та передмістям. Міська історія включає декілька інших галузей дослідження, оскільки вони впливають на міста. До них належать археологія, архітектура, соціологія та політичні та економічні аспекти міст у часі.